# Harold Castro
Harold Arnaldo Castro (Caracas, el 30 de noviembre de 1993) es un beisbolista profesional venezolano que juega en las posiciones de segunda base, campocorto y tercera base En la Liga Venezolana de Béisbol Profesional juega con el equipo Leones del Caracas.